# Български контрачети през Втората световна война
Българските контрачети през Втората световна война са паравоенни отряди създадени с помощта на българските власти с цел борба срещу комунистическите партизани, сръбските и гръцките националисти. Те са активни през периода на българското управление в Македония, Поморавието и Западна Тракия от 1942 до 1944 година. Отрядите съдействат на органите на българската полиция и армията, както и на германските и италианските окупационни части. Обикновено се водят от ветерани на михайловисткото крило на ВМРО, като войводата Кръстю Лазаров. Формироването им е одобрено от вътрешния министър Петър Габровски по предложение на скопския полицейски началник Стефан Симеонов, който е бивш четник на ВДРО.
Първата контрачета, която е създадена в края на 1942 година е Велешката, начело с Пано Манев. Между по-известните контрачети са Гевгелийската начело с Георги Хаджимитрев, Кавадарската начело с Атанас Калчев, Кочанската контрачета, начело на която е Димитър Медаров, както и Битолската и Прилепската контрачети. Други контрачети, които се създават са кумановската начело с Кръстьо Лазаров, Кратовската начело с Мите Опилски, в село Муртино се създава контрачета начело с дееца на ВМРО Дончо Аладжов от Моноспитово, в Ново село начело с Атанас Нушката от Габрово, във Василево начело с Манчо Калпаков от беровското село Русиново, в Истевник начело със Спиро Георгиев. Освен тях се формират контрачета в Бродско през 1943 г., начело с Димитър Арсов Йовевски с 20 контрачетници, в Ресенско през май 1943 г., в Белица начело с Диме Соколов – Брадата.
От друга страна през март 1943 година командирът на 15-а пехотна охридска дивизия дислоцирана в Беломорието Иван Маринов въоръжава първата контрачета в региона, а Владимир Куртев, Димитър Цилев и Георги Настев участват в организирането на отряди за борба с гръцките комунистически партизани и гръцките коларобационисти. През лятото на 1944 година на територията на Вардарска Македония действат над 200 контрачетници. След оттеглянето на българската администрация от региона и последвалия отказ на Иван Михайлов да формира марионетна държава, повечето от участниците в тях са избити в престрелки с партизаните или впоследствие са заловени и осъдени от комунистическите власти в Югославия.